# Dekanat wołożyński (eparchia mołodeczańska)
Dekanat wołożyński – jeden z dwunastu dekanatów wchodzących w skład eparchii mołodeczańskiej Egzarchatu Białoruskiego Patriarchatu Moskiewskiego.

## Parafie w dekanacie
- Parafia Przemienienia Pańskiego w Doubieniach
  - Cerkiew Przemienienia Pańskiego w Doubieniach
- Parafia św. Jerzego Zwycięzcy w Dubinie Juryzdyckiej
  - Cerkiew św. Jerzego Zwycięzcy w Dubinie Juryzdyckiej
- Parafia Opieki Matki Bożej w Horodźkach
  - Cerkiew Opieki Matki Bożej w Horodźkach
- Parafia św. Jerzego Zwycięzcy w Łosku
  - Cerkiew św. Jerzego Zwycięzcy w Łosku
- Parafia Świętych Męczenników Wileńskich Antoniego, Jana i Eustachego w Podbrzeziu
  - Cerkiew Świętych Męczenników Wileńskich Antoniego, Jana i Eustachego w Podbrzeziu
- Parafia św. Proroka Eliasza w Sakowszczyźnie
  - Cerkiew św. Proroka Eliasza w Sakowszczyźnie
- Parafia św. Mikołaja Cudotwórcy w Słowieńsku
  - Cerkiew św. Mikołaja Cudotwórcy w Słowieńsku
- Parafia Świętych Kosmy i Damiana w Wiszniewie
  - Cerkiew Świętych Kosmy i Damiana w Wiszniewie
- Parafia Przemienienia Pańskiego w Wołożynie
  - Cerkiew Przemienienia Pańskiego w Wołożynie
- Parafia Świętych Konstantyna i Heleny w Wołożynie
  - Cerkiew Świętych Konstantyna i Heleny w Wołożynie
  - Kaplica św. Serafina z Sarowa w Wołożynie
- Parafia św. Paraskiewy Piątnickiej w Wołożynie
  - Cerkiew św. Paraskiewy Piątnickiej w Wołożynie
- Parafia Zwiastowania Najświętszej Bogurodzicy w Zabrzeziu
  - Cerkiew Zwiastowania Najświętszej Bogurodzicy w Zabrzeziu

## Galeria

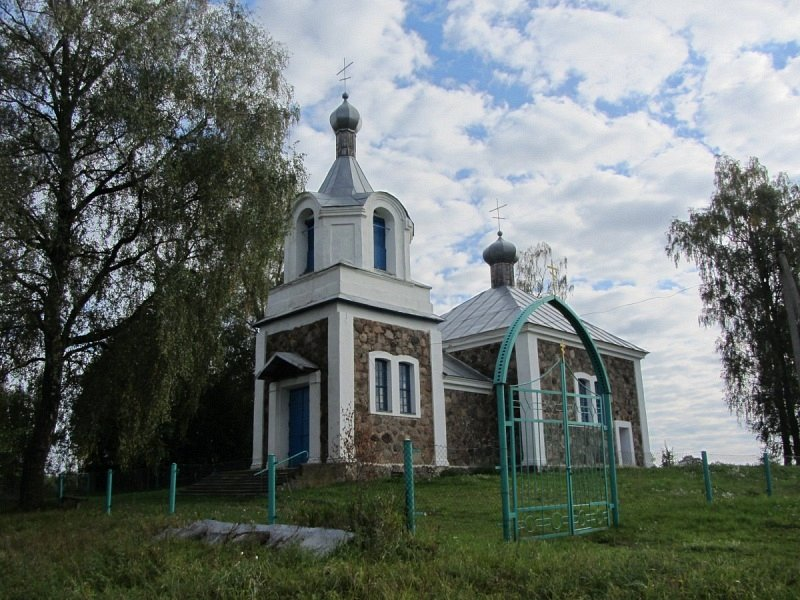
Cerkiew Przemienienia Pańskiego w Doubieniach
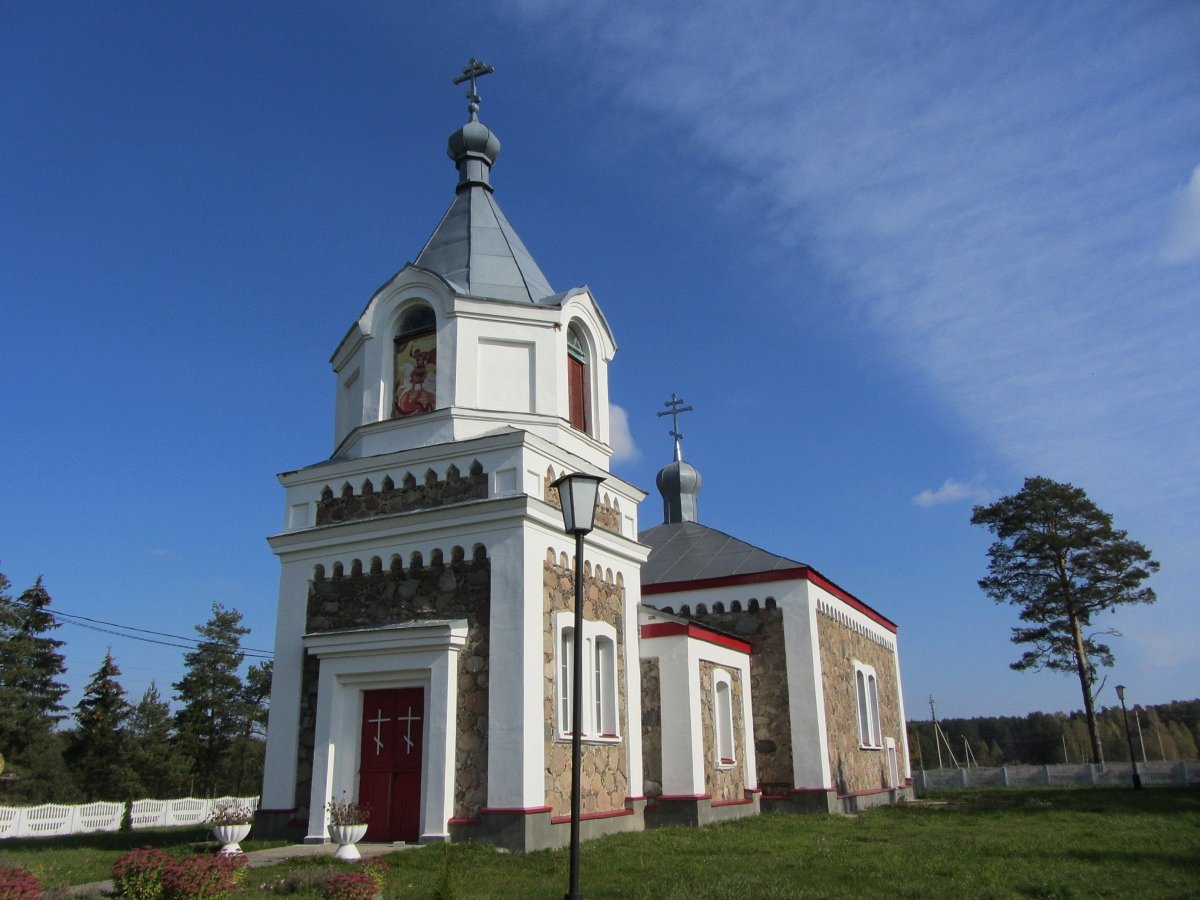
Cerkiew św. Jerzego Zwycięzcy w Dubinie Juryzdyckiej
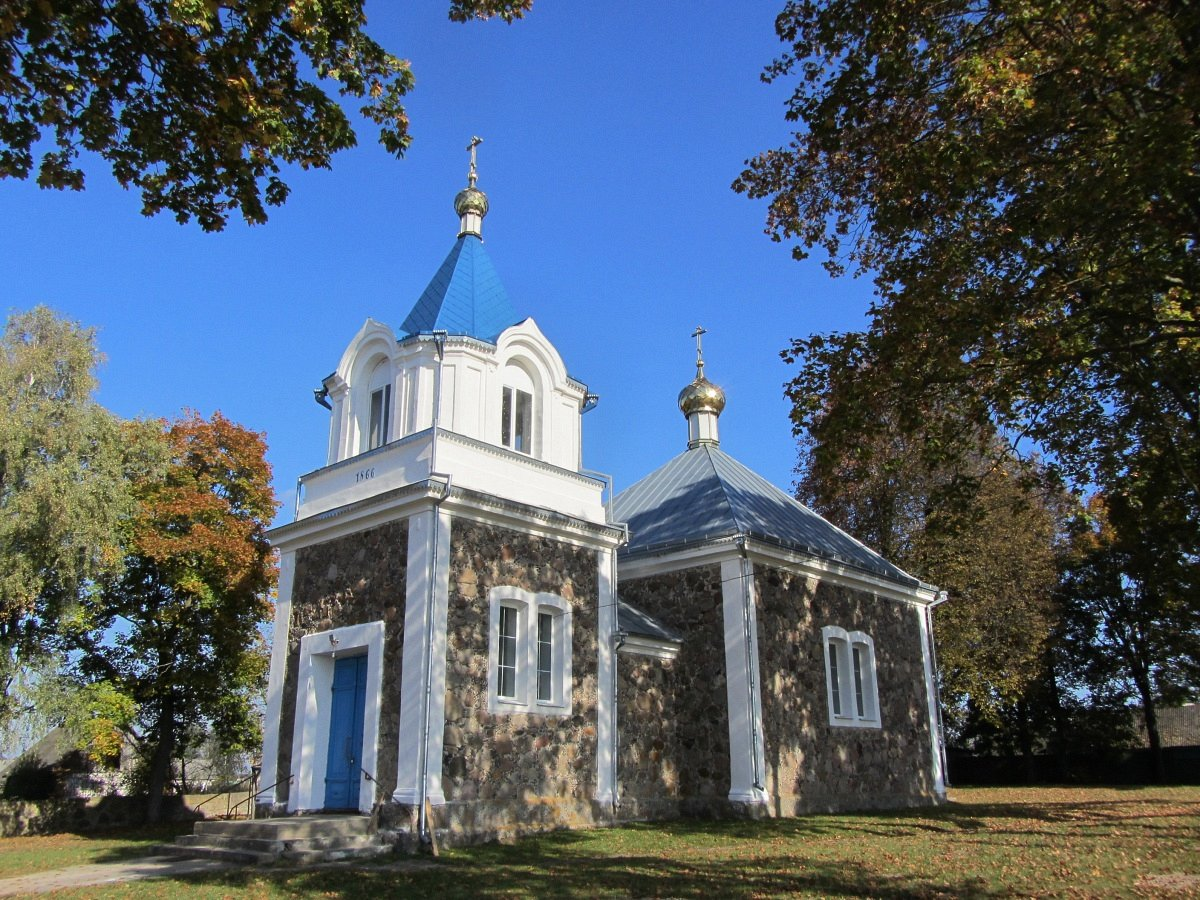
Cerkiew Opieki Matki Bożej w Horodźkach
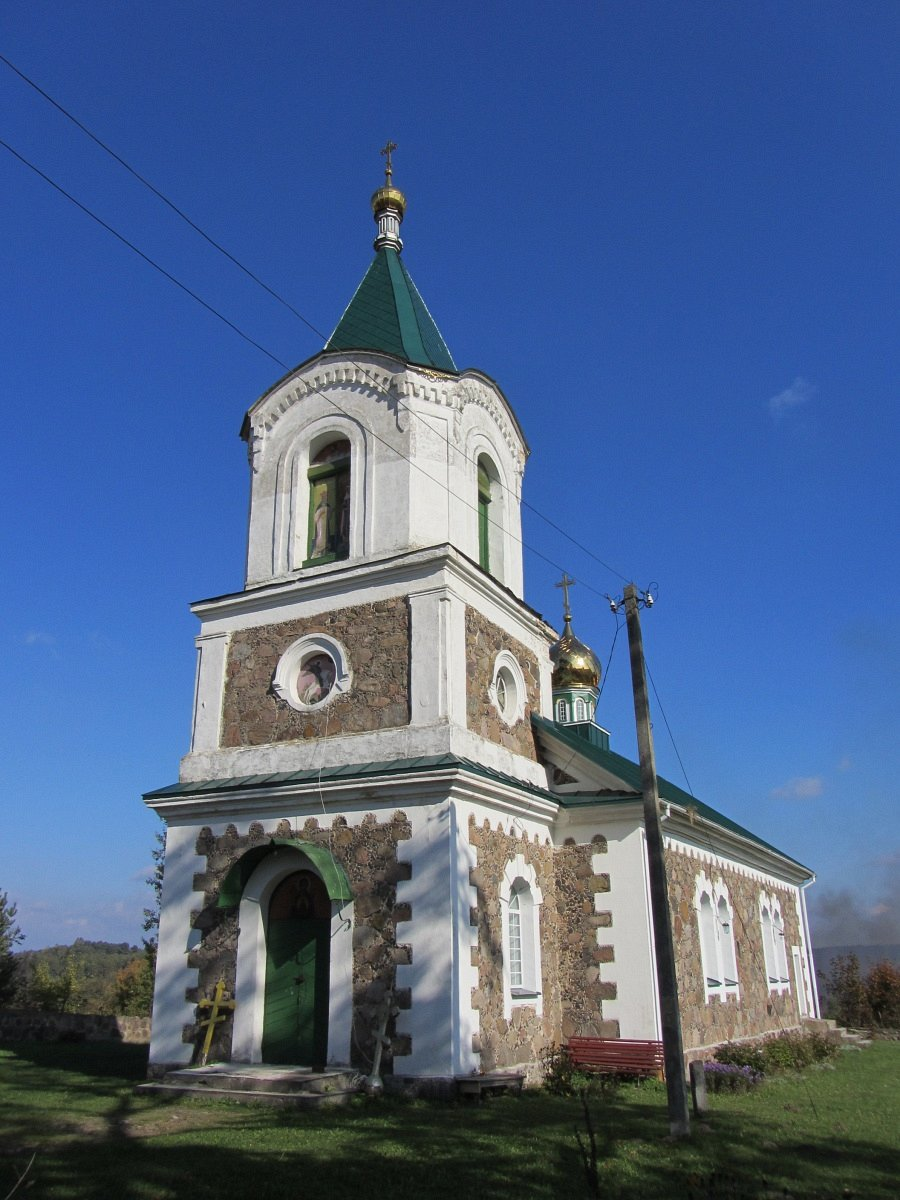
Cerkiew św. Jerzego Zwycięzcy w Łosku
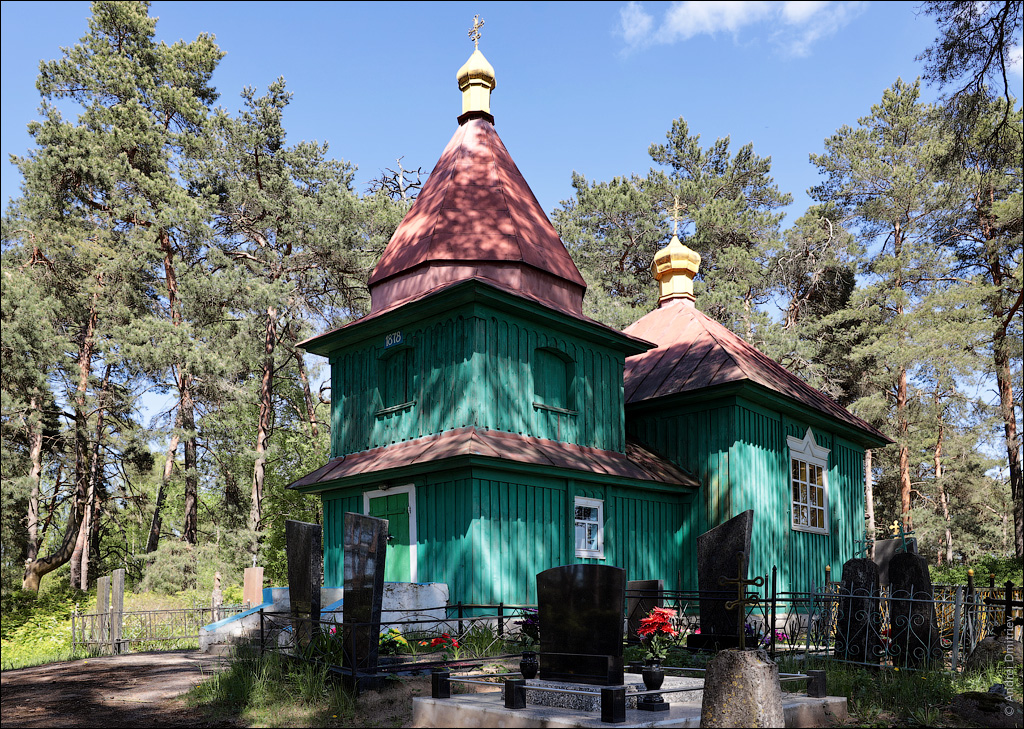
Cerkiew św. Proroka Eliasza w Sakowszczyźnie
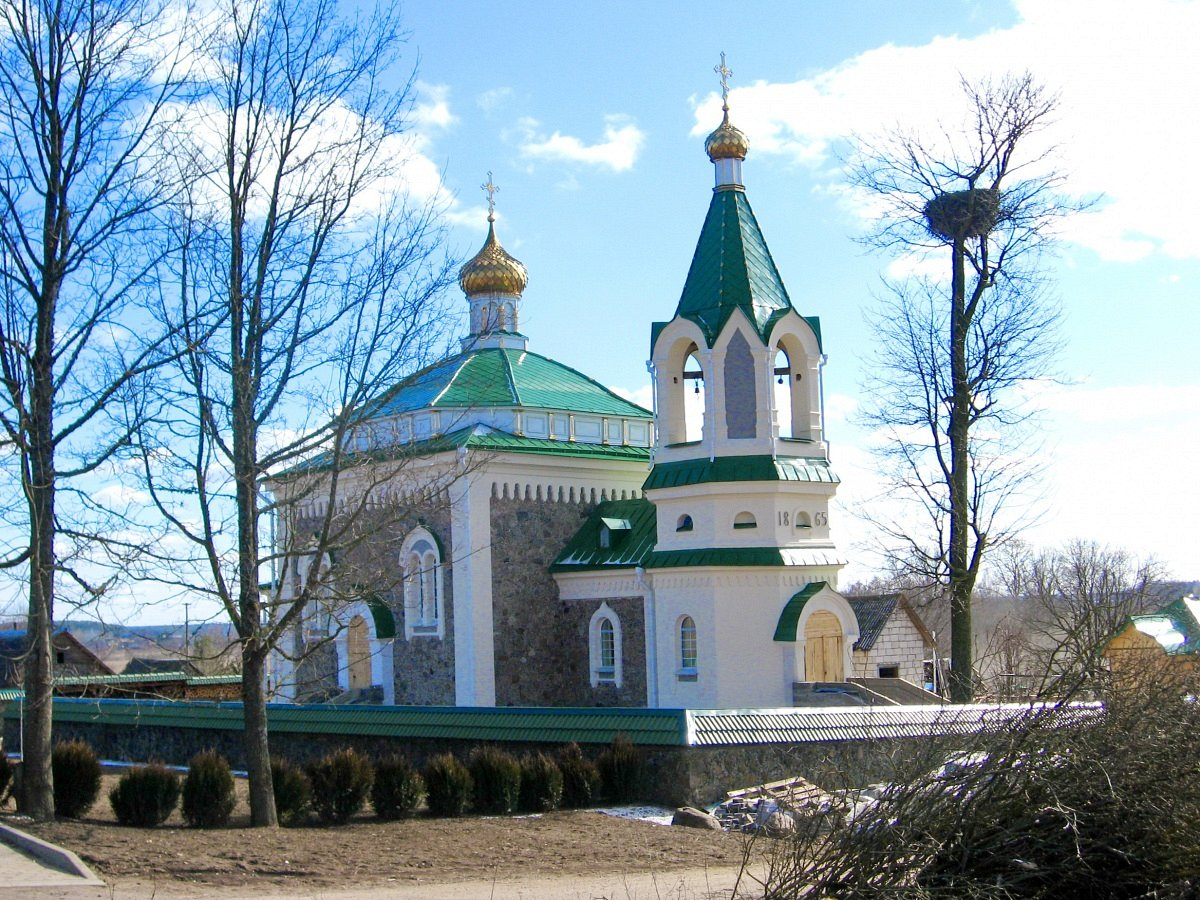
Cerkiew Świętych Kosmy i Damiana w Wiszniewie
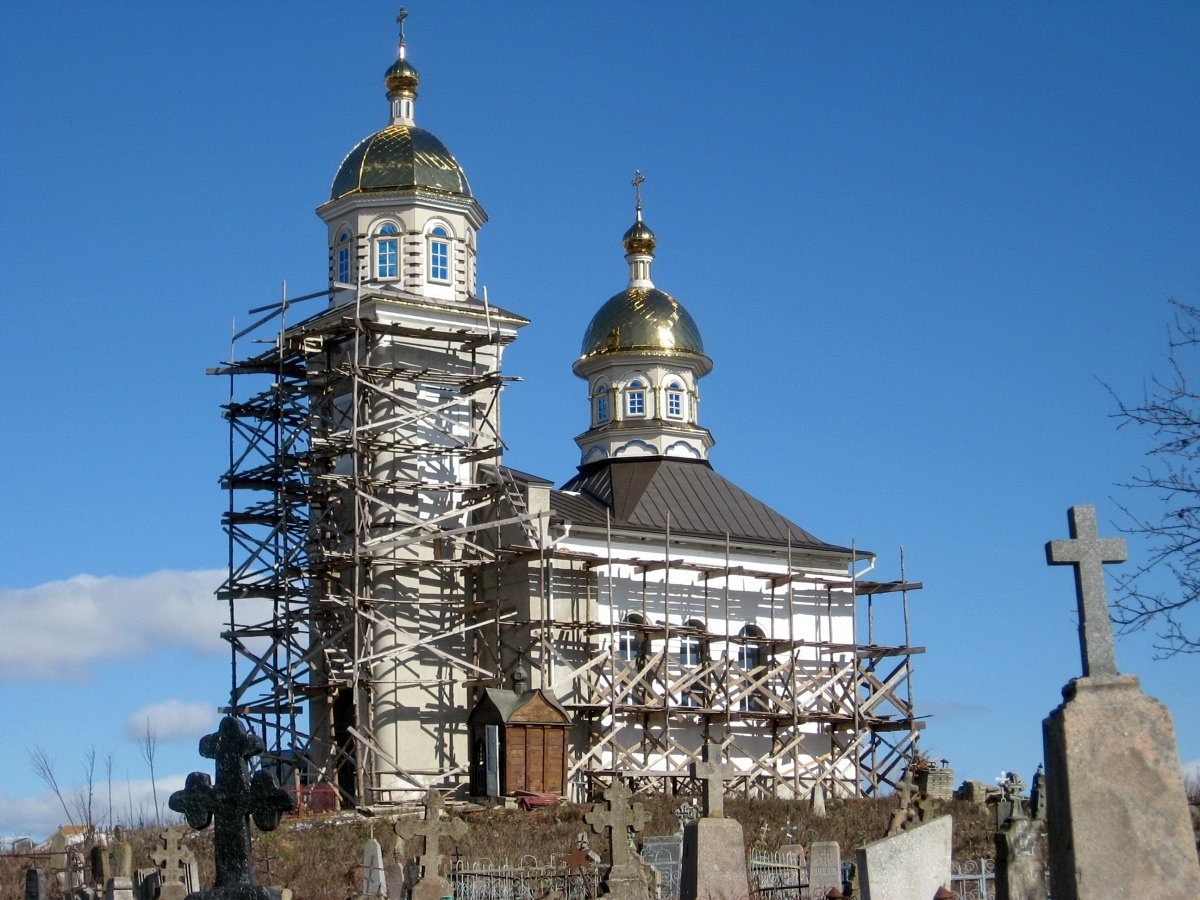
Cerkiew Przemienienia Pańskiego w Wołożynie
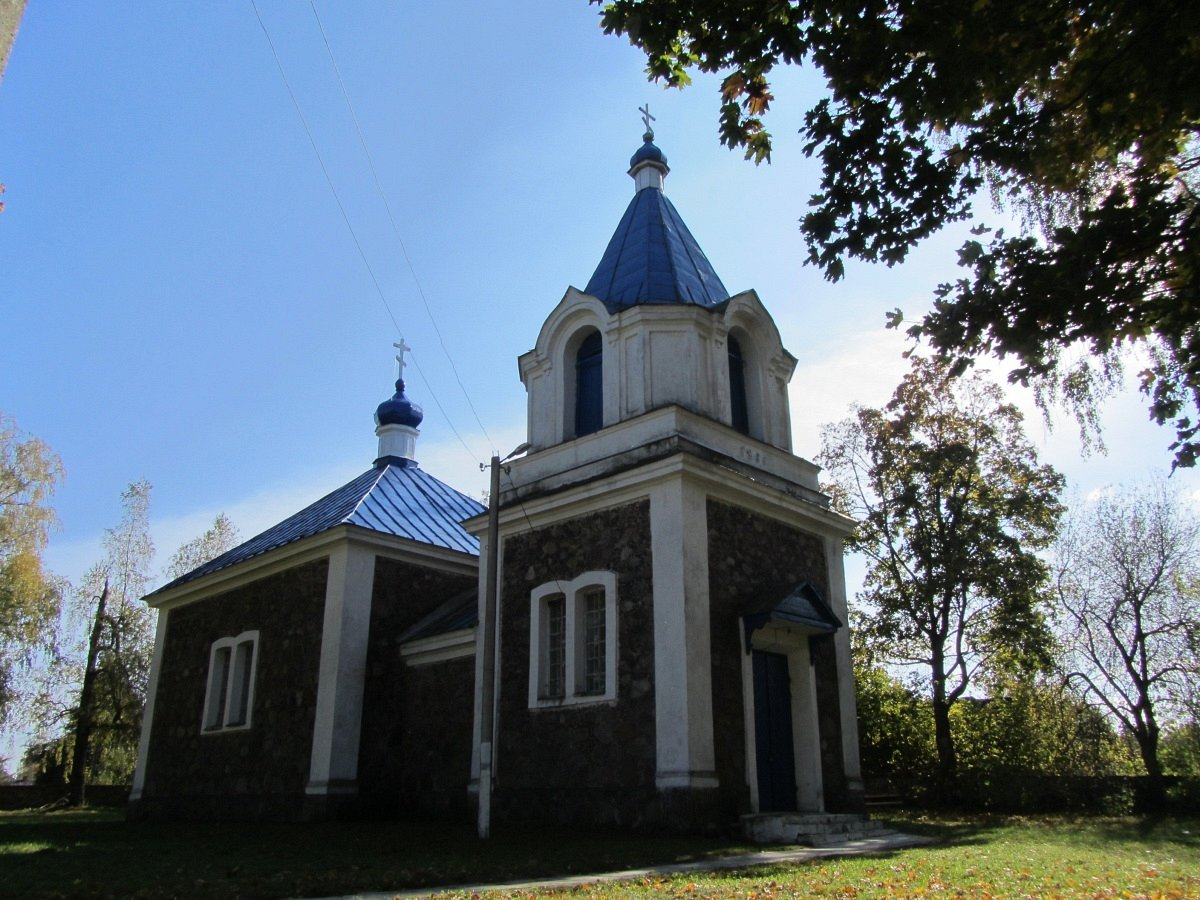
Cerkiew Zwiastowania Najświętszej Bogurodzicy w Zabrzeziu